# Миримов, Яков Львович
Я́ков Льво́вич Мири́мов (1908, Пенза — 1978, Москва) — советский режиссёр неигрового кино, искусствовед.

## Биография
Родился 20 декабря 1908 года в Пензе, в семье Лейба Еселевича (Льва Осиповича) Миримова (1881—1964) и Анны Борисовны Миримовой (1890—1991). Сестра — Мариам Лейбовна Миримова (1910—1992). В 1930 году окончил курсы киноотделения при Институте сценических искусств в Ленинграде и с того же года — режиссёр киностудии «Востоккино».
В 1933 году перешёл на вновь организованную студию «Мостехфильм», где поставил первые самостоятельные работы («Самбо», «Береги ребёнка»). В дальнейшем создавал главным образом искусствоведческие фильмы, посвящённые художникам и изобразительному искусству, архитекторам и памятникам зодчества.
Скончался 9 сентября 1978 года. Похоронен на Ваганьковском кладбище (21 уч.).

## Семья
- Жена — Марианна Лентулова (1913—2001), дочь художника Аристарха Лентулова, основоположника движения «Бубновый валет»[2]. 
  - Сын — Александр Яковлевич Миримов (1938—1975), архитектор.
- Двоюродный брат — Лев Мордухович (Матвеевич) Миримов (1911—2009), учёный в области радиотехники, переводчик художественной прозы с немецкого языка, составитель немецко-русского радиотехнического словаря[5].

## Фильмография
- 1938 — Самбо
- 1938 — Береги ребёнка
- 1940 — Чайковский
- 1941 — Методика классического танца
- 1946 — Коломенское
- 1946 — Театр Красной Армии
- 1947 — Архитектор Матвей Казаков
- 1948 — Архангельское
- 1948 — Василий Баженов
- 1949 — Подмосковные усадьбы
- 1952 — Всесоюзная художественная выставка 1951 г.
- 1953 — Сиреневый сад
- 1953 — Художник Поленов
- 1954 — Памяти русского деревянного зодчества (также соавтор сценария)
- 1955 — Венецианская живопись XVI века (также соавтор сценария)
- 1955 — Голландская живопись XVII века
- 1955 — Испанская живопись XVI—XVII веков (совм. с А. Бабаяном)
- 1955 — Итальянская живопись XV века
- 1955 — Итальянская живопись XVII—XVIII веков
- 1955 — Немецкая живопись XVI—XIX веков
- 1955 — Нидерландская живопись XV—XVI веков
- 1955 — Рембрандт
- 1955 — Рубенс
- 1955 — Сикстинская мадонна
- 1955 — Фламандская живопись XVII века
- 1955 — Французская живопись XVII—XVIII веков (совм. с И. Кальмансоном)
- 1956 — Выставка французского искусства XV—XX вв.
- 1956 — Рождение сада (совм. с Б. Гольденбланком)[6]
- 1956 — Скульптор Конёнков
- 1956 — Французская живопись XIX века
- 1956 — Художник Врубель
- 1957 — Пётр Кончаловский
- 1958 — Чайковский
- 1958 — Художник Николай Рерих
- 1959 — В чудесном саду (совм. с Б. Гольденбланком)
- 1959 — Скульптор В. Ватагин
- 1960 — Лениниана скульптура Н. Андреева
- 1960 — Художник и время
- 1961 — Художник Сергей Герасимов
- 1963 — Станиславский. Страницы великой жизни (совм. с С. Козьминским, В. Моргенштерном)[7]
- 1963 — Художник Павел Корин
- 1964 — Краски Дионисия
- 1965 — Валентин Серов
- 1965 — Поэзия обыкновенного (Художник Юрий Пименов)
- 1965 — У Сиверского озера
- 1966 — Болдинская осень. 1830 год
- 1966 — Последнее творение Рембрандта
- 1967 — Скульптор Екатерина Белашова
- 1967 — Художник в театре
- 1967 — Художник Петров-Водкин
- 1968 — Новгород — Феофан Грек
- 1968 — Эйзенштейн. Мексика. 1931 год[8]
- 1969 — Рождённые из пепла
- 1969 — Художник и книга
- 1970 — Художник Владимир Маковский
- 1971 — Встреча с Ван Гогом[9]
- 1971 — Оборвавшийся вальс
- 1972 — Леонид Собинов
- 1973 — Борис Бабочкин
- 1973 — Рождено революцией
- 1974 — Очей очарованье
- 1977 — Фернан Леже и его время (совм. с Ж. Бокье)[10]
- 1977 — Шишень отца
- 1978 — Аристотель из Болоньи